# Persona non grata
Persona non grata, дословно значи „непожељна особа“. Ово је израз који се користи у дипломатији са специјализованим и правно дефинисаним значењем. То значи да је дотичној особи забрањен улаз у одређену земљу или останак у истој од стране владе те земље и да иста у тој земљи престаје да ужива дипломатски имунитет. Супротност од persona non grata је persona grata. То је омиљена особа, она која је код претпостављених у милости, личност од значаја.

## У дипломатији
По члану 9 Бечке конвенције о дипломатским односима, држава пријема може "у сваком тренутку, без обавезе да образложи своју одлуку" да прогласи било ког чланак дипломатског особља за persona non grata. Непожељна особа се тиме проглашава за неприхватљиву, и обично бива опозвана у своју матичну земљу. Уколико не буде опозвана, држава пријема "може да одбије да призна дату особу за члана мисије“.
Институт persona non grata се између осталог користи за избацивање дипломата осумњичених за шпијунажу (активности у нескладу са њиховим статусом), или као симболични показатељ незадовољства (на пример, италијанско избацивање египатског првог секретара 1984. године). Узајамна избацивања у две земље су се догађала посебно током Хладног рата, а у скорије доба између Сједињених Држава и Венецуеле.
Споразум из Лозане из 1923. је укључивао списак 150 непожељних особа у Турској, који је забрањивао улазак у Турску углавном за групу званичника из бившег Османског царства, као и за око 100 других особа, док овај статус није подигнут 1938.
Курт Валдхајм, бивши генерални секретар УН и бивши председник Аустрије је добио статус persona non grata у многим европским земљама, и у САД, када је оптужен да је знао за нацистичке злочине током Другог светског рата, а да није учинио ништа да би их спречио.

## Не-дипломатска употреба
У не-дипломатској употреби, рећи за неку особу да је persona non grata значи да је та особа одстрањена из неке групе, и да за ту групу фигуративно не постоји.